# Дорохи (Псковская область)
Дорохи — деревня в Красногородском районе Псковской области России. Входит в состав Красногородской волости.

## География
Расположена в центральной части района, в 4 км к востоку от районного центра, посёлка Красногородск.

## Население
| 2001 | 2002 | 2010 |
| ---- | ---- | ---- |
| 97   | ↘80  | ↘55  |

Численность население деревни по оценке на начало 2001 года составляла 97 жителей.